# A3!
《A3!》是日本LIBER ENTERTAINMENT公司在2017年發行的智慧型手機遊戲，並推出CD、漫畫和舞台劇等改編作品。是以培養24位劇團的團員為主題的養成遊戲，玩家在遊戲中扮演前演員立花泉，身負重振劇團榮光的重責大任，最終帶領團員進行公演。角色原案是富士原良。作品名稱「A3」是指「Act!」、「Addict!」和「Actors!」。繁体中文版由小萌科技代理，简体中文版由哔哩哔哩代理。

## 故事
東京郊外的街道——天鵝絨町，這裡有著被人們稱之為「天鵝絨之路」的聖地，當中有一座負債1000萬日圓，劇團成員也只剩下一人的破舊劇團，名為「MANKAI劇團」。在機緣下，一位年輕的女性－立花泉，為了尋找自己的父親，同時也是這間劇團的創辦者－立花幸夫而來到這座小鎮。偶然間，她就被任命成為這間劇團的總監督，並接下重建劇團的工作。究竟她能不能夠在黑道的眼下，拯救這座隨時都有可能倒塌的劇團呢？

## 登場人物

### MANKAI劇團
1991年，由立花泉的父親－立花幸夫所成立的劇團。
劇團內分為春、夏、秋、冬四組分別進行公演。
附有專門的劇場與宿舍，團員們紛紛在此居住及活動。

#### 春組
以開朗的正統風格劇本為主的組合。
佐久間咲也（Sakuma Sakuya，配音：酒井廣大，舞台劇演員：横田龍儀）
身高：167cm／生日：3月9日／血型：O型／年齡：17歲→18歲→19歲／代表花：櫻花
花咲學園高校3年級→畢業。春組的隊長。有著一頭胭脂紅色的毛髮。
住在101號室。有著複雜的家庭背景，從小就很喜歡戲劇，是新生MANKAI劇團的第一位成員。
雖然個性認真努力且坦率，但演技其實是春組內最差的。不過，他的毅力與全力以赴的精神卻是促進他成長的最佳良藥。
幸稱呼他為「活力百分百」，一成則稱呼他為「咲咲」。
興趣是練習河原的戲曲台詞。喜歡的食物是日式拿坡里義大利麵，討厭的食物是芹菜。
碓冰真澄（Usui Masumi，配音：白井悠介，舞台劇演員：牧島輝→高橋怜也）
身高：175cm／生日：3月30日／血型：B型／年齡：16歲→17歲→18歲／代表花：紫羅蘭
花咲學園高校2年級→3年級→芙蓉大學1年級。基本上是黑髮，但其中則帶有一點米色挑染以及一撮呆毛。
住在102號室。因為迷戀上在街上招募團員的監督立花泉而加入劇團。外貌帥氣，是具備演戲資質的天才，但缺乏與人溝通合作的能力。
對監督抱持著瘋狂的迷戀，只要和除了她以外的人相處，大多是以冷漠的態度回應。
雙親因工作時常在海外來回奔波，在入住宿舍前則是由他的祖母初惠照顧他的。
幸稱呼他為「重度跟蹤狂」，一成則稱呼他為「澄澄」。
興趣是搖滾樂。喜歡的食物是越南春捲，討厭的食物是山藥泥。
皆木綴（Minagi Tsuzuru，配音：西山宏太朗，舞台劇演員：前川優希）
身高：180cm／生日：4月9日／血型：A型／年齡：18歲→19歲→20歲／代表花：蒲公英
葉星大學1年級→2年級→3年級。基本上是淺茶色髮，頭頂則為深棕色。
住在102號室。家中有十人兄弟，自己則排名第三。是劇團的當家編劇。為人友善，常常吐槽劇團中個性十足的團員。
為了維持家計，接過許多打工，因此累積了許多工作經驗。也因常常處理家中雜務，因此在劇團中也和監督與臣負責大家的伙食。
和一成在高中時代是前後輩關係，因此平常以姓氏稱呼他。
幸稱呼他為「村民C」，一成則稱呼他為「綴綴」。
興趣是瀏覽並尋找划算且有趣的打工。喜歡的食物是中華炒麵，討厭的食物則沒有。
茅崎至（Chigasaki Itaru，配音：淺沼晉太郎，舞台劇演員：立石俊樹）
身高：178cm／生日：4月24日／血型：AB型／年齡：23歲→24歲→25歲／代表花：非洲菊
在一流商務公司工作的上班族。有著一頭像王子一般淺茶色的毛髮。
住在103號室。外表看似良好的社會菁英，其實私下的模樣則是嚴重課金的遊戲廢人。為了保持形象，對於初次見面的人或公司的同事都會保密。在私下還會以「小至至」的名義玩遊戲或是上傳實況影片。
左撇子。
有一位姊姊，在至高中時曾為他塑造兩種形象，以便他在校內與人相處。
幸稱呼他為「鍍金社會菁英」，一成則稱呼他為「阿至」。
興趣是線上遊戲、手機遊戲、家機遊戲。喜歡的食物是外送披薩，討厭的食物是魚卵。
希特隆（Citron，配音：五十嵐雅、田邊留依（年幼時期），舞台劇演員：古谷大和）
身高：177cm／生日：5月15日／血型：O型／年齡：22歲→23歲→24歲／代表花：茉莉
神秘的外國留學生。有著一副外國人的樣貌，如淺褐色的皮膚與一頭接近米色的金色毛髮。
住在101號室。鮮明的紳士形象讓他在商店街有如偶像般的存在。雖然有意想要學習演戲與日語，但日語總是有使用錯誤的情況發生。
在主線故事第八幕揭露，其真實身分是來自薩夫拉王國的第一王子－希特隆尼亞。而他以前的隨縱涯在加冕儀式前來到日本迎接他回國，而自已則被留在劇團內。最後，透過劇團眾人的力量成功將他帶回劇團，以「國際文化大臣」的名義留在日本。
幸稱呼他為「鍍金外國人」，一成則稱呼他為「隆隆」。
興趣是在字典上查詢新的日文字、用網路上的世界地圖到處旅行。喜歡的食物是甜蝦飯糰，討厭的食物是豬腳。
卯木千景（Utsuki Chikage，配音：羽多野涉，舞台劇演員：染谷俊之）
身高：183cm／生日：4月15日／血型：A型／年齡：26歲→27歲／代表花：鈴蘭
茅崎至公司內的前輩。有著一頭接近綠色淺棕色的頭髮，還帶著一副眼鏡。
住在103號室。總是帶著微笑和顏悅色的樣子，但常常撒謊玩弄周遭的人。本人表示自己時常到外國出差，但是否為真依然是個謎。
與冬組的御影密為前間諜集團成員，代號「April」，名字為同集團成員「August」米夏取的。
擅長變魔術，時常與咲也一起玩拋硬幣的遊戲。私下用「千兔」暱稱在網路發表美食評論。
一成稱呼他為「千千」。
興趣是製作香料、和監督討論有關咖哩的話題。嗜辣，喜歡的食物是辣的食物，討厭的食物是甜的食物。
不擅長應對動物。

#### 夏組
以活力的喜劇風格劇本為主的組合。
皇天馬（Sumeragi Tenma，配音：江口拓也、藤原夏海（年幼時期），舞台劇演員：陳內將）
身高：178cm／生日：6月21日／血型：O型／年齡：16歲→17歲→18歲／代表花：向日葵
歐華高校2年級→3年級→葉星大學1年級。夏組的隊長。是嚴重的路癡。
住在201號室。天才童星出身，現在則是超人氣演員，雙親也是知名的大螢幕明星。
對自己的演技相當有自信，有著不服輸的大爺性格，因此朋友不多。
小時候曾經在舞台上表演時留下不好的回憶，以致對舞台有些恐懼。
幸稱呼他為「廢柴演員」，一成則稱呼他為「天天」。
興趣是修剪盆栽。喜歡的食物是漢堡，討厭的食物是所有蔬菜。
生日時會異常的情緒高漲。
瑠璃川幸（Rurikawa Yuki，配音：土岐隼一，舞台劇演員：宮崎湧）
身高：165cm／生日：7月8日／血型：O型／年齡：14歲→15歲→16歲／代表花：百合
聖芙羅拉中學3年級→聖芙羅拉高校1年級→2年級。
住在201號室。劇團專屬的服裝設計師。雖然是男孩子，但因為喜歡穿可愛的衣服，所以平時穿的是女裝。
性格直率爽朗，總是有話直說，常常會出現毒舌的發言，如幫所有的團員取綽號。也常常和天馬鬥嘴吵架。
一成稱呼他為「小幸幸」。
興趣是收集可愛的東西。喜歡的食物是蛋包飯，討厭的食物是芥末。
向坂椋（Sakisaka Muku，配音：山谷祥生，舞台劇演員：野口準）
身高：169cm／生日：8月30日／血型：A型／年齡：14歲→15歲→16歲／代表花：桔梗
聖芙羅拉中學3年級→聖芙羅拉高校1年級→2年級。
住在202號室。以一日一善為座右銘的溫柔少年。將少女漫畫視為愛書，並嚮往著成為書中王子般的男性。
有嚴重的被害妄想症，常常因為其他人的三言兩語而開始自怨自艾起來。
加入劇團前，曾經活躍於校內的田徑部並擔任王牌隊員。
和秋組兵頭十座與兵頭九門是表兄弟關係。
幸稱呼他為「童話世界小少爺」，一成則稱呼他為「椋君」。
興趣是閱讀少女漫畫，還會特別將特喜歡的場景頁數記下來。喜歡的食物是巧克力，討厭的食物是果乾。
斑鳩三角（Ikaruga Misumi，配音：廣瀨大介，舞台劇演員：本田禮生）
身高：175cm／生日：6月6日／血型：AB型／年齡：19歲→20歲→21歲／代表花：大麗菊
住在203號室。是一位擅自住進宿舍的奇怪青年。
總是情緒高昂，腦中無時無刻都想與三角形有關的事，不過卻擁有令天馬都相當驚呼的演技。
運動神經良好，常常遊走於宿舍的牆壁與屋頂。
左撇子。
為MANKAI劇團初代編劇－斑鳩八角的孫子。有一名名為圓（まどか）的弟弟。父親九角(くすみ)則在GOD座擔任編劇。
因為小時候就性格古怪，所以整個家族內只有祖父會關心他。
幸稱呼他為「三角星人」，一成則稱呼他為「角角」。
興趣是收集三角形的東西。喜歡的食物是飯糰，討厭的食物是橢圓形飯糰。
三好一成（Miyoshi Kazunari，配音：小澤廉→赤澤燈，舞台劇演員：赤澤燈）
身高：176cm／生日：8月1日／血型：AB型／年齡：19歲→20歲→21歲／代表花：扶桑花
天鵝絨美術大學2年級→3年級→4年級。
住在202號室。是一位外表看似輕浮，擁有許多朋友，社交能力超群的藝術系正能量派對男孩。
跟任何人都能成為朋友，也能與任何人暢所欲言的交談。
就讀美術大學，專攻的則是日本畫。擅長平面設計，劇團的傳單與網站設計都是由他負責的。
和綴在高中時代是前後輩關係。常以綽號稱呼其他團員。
幸稱呼他為「高社交力男」。
興趣是更新社群動態與潛水。喜歡的食物是糖果，討厭的食物是黏糊糊的東西。
兵頭九門（Hyodo Kumon，配音：畠中祐、彩月ちさと（年幼時期），舞台劇演員：新正俊）
身高：173cm／生日：7月20日／血型：A型／年齡：16歲→17歲／代表花：牽牛花
土筆高校2年級→3年級。
住在203號室。主線故事第五幕登場的角色。為了追逐哥哥十座而加入劇團，是個十足的兄控。外表看似是個體育系男孩，也曾經加入過棒球部，但因為某些原因而退出。
幸稱呼他為「微小兄控」，一成則稱呼他為「九門P」。
興趣是收集運動衫。喜歡的食物是豬的角煮，討厭的食物是鮮奶油。

#### 秋組
以高難度的動作風格劇本為主的組合。
攝津萬里（Settsu Banri，配音：澤城千春，舞台劇演員：水江建太）
身高：183cm／生日：9月9日／血型：B型／年齡：17歲→18歲→19歲／代表花：波斯菊
花咲學園高校3年級→天鵝絨美術大學1年級→2年級。秋組的隊長。有一個姊姊。
住在104號室。不論是讀書或運動都樣樣全能的天才不良少年。
因為認為人生中所有事物都能輕鬆容易完成而開始感到無趣，直到遇到十座並與他打了一架後，才在人生中第一次嚐到失敗的滋味。
為了要與十座較量而加入秋組，之後才慢慢察覺到演戲的魅力與隊長的職責。
在玩遊戲時會以「NEO」當作暱稱使用。
幸稱呼他為「新型混混」，一成則稱呼他為「津仔」。
興趣是玩遊戲與魔術方塊。喜歡的食物是加州卷，討厭的食物是納豆。
兵頭十座（Hyodo Juza，配音：武內駿輔，舞台劇演員：中村太郎）
身高：185cm／生日：9月27日／血型：A型／年齡：17歲→18歲→19歲／代表花：彼岸花
歐華高校3年級→葉星大學1年級→2年級。
住在104號室。有著硬派且獨來獨往的性格。為夏組九門的哥哥，是個十足的弟控。
從小學時期就對演戲充滿興趣，但因為兇惡的外表引起周遭人恐慌，導致他沒有任何機會站在舞台上演戲。直到看到椋在劇團中的表現後，才又燃起希望並參加秋組的試鏡。
儘管剛開始演技較不純熟，但對於演戲的熱情卻不輸給任何人。
幸稱呼他為「典型混混」，一成則稱呼他為「兵豆」。
與外表相反其實非常喜歡甜食。興趣是訂購甜食（對家人保密）。喜歡的食物是奶油餡蜜，討厭的食物是泡菜。
七尾太一（Nanao Taichi，配音：濱健人，舞台劇演員：赤澤遼太郎）
身高：172cm／生日：10月11日／血型：O型／年齡：16歲→17歲→18歲／代表花：三色堇
歐華高校2年級→3年級→葉星大學1年級。
住在105號室。以「想要在舞台上受歡迎」的理由加入劇團。非常喜歡女孩子的輕浮男孩。
總是情趣高漲，是個喜歡炒熱氣氛，待人如幼犬般很好親近的人。有一個弟弟與妹妹，擅長與小孩相處。
喜歡在說話時語尾加上「ッス」。
幸稱呼他為「笨狗」，一成則稱呼他為「太醬」。
興趣是閱讀時尚雜誌的戀愛教學專欄。喜歡的食物是熱狗，討厭的食物是韭菜炒肝臟。
伏見臣（Fushimi Omi，配音：熊谷健太郎，舞台劇演員：稻垣成彌）
身高：190cm／生日：11月2日／血型：O型／年齡：20歳→21歳→22歳／代表花：康乃馨
葉星大學3年級→4年級→攝影事務所助手。
住在105號室。出生於全是男性的四人家庭，因此對於家事非常在行，在劇團中有如媽媽的存在。
成穩的外表下看似非常成熟，但在高中時期卻是擁有「狂狼」稱號的地痞暴走族。
小時候因為母親早逝而承包家中所有雜事。有兩名分別名為開和岳的弟弟。
幸稱呼他為「老媽子」，一成則稱呼他為「臣臣」。
興趣是羊毛氈與花邊編織等手工藝。喜歡的食物是熱沾醬，討厭的食物是生牡蠣。
古市左京（Furuichi Sakyo，配音：帆世雄一，舞台劇演員：藤田玲）
身高：178cm／生日：11月23日／血型：A型／年齡：30歲→31歲→32歲／代表花：菊花
住在106號室。來自銀泉會為了追討MANKAI劇團的債務而來的黑道。和劇團和解後加入劇團，並擔任會計的角色試圖重振劇團聲譽。
無論是對自已或他人都回嚴格要求。小時候與泉有過交流，儘管她本人並沒有印象。
幸稱呼他為「流氓守財奴」，一成則稱呼他為「古四桑」。
興趣是看電影、讀書、戳氣泡紙。喜歡的食物是醬油調味的酥脆年糕片和銀杏串，討厭的食物是鳳梨糖醋豬肉。
泉田莇（Izumida Azami，配音：小西成彌、篠田有香（年幼時期），舞台劇演員：吉高志音）
身高：179cm／生日：10月25日／血型：B型／年齡：14歲→15歲／代表花：薊
種之丘中學3年級→土筆高校1年級。
住在106號室。主線故事第七幕登場的角色。銀泉會會長－泉田喜久雄的獨生子。和迫田關係良好，與左京關係則差到極點。
夢想成為化妝師，不過遭到父親強烈反對。外表看似相當成熟，但其實內心相當純情。
起初對劇團的環境感到不習慣，直到九門告訴他自己曾經被不良少年襲擊是被他所救，才以這件事為契機，漸漸確信劇團是他的容身之處。
一成稱呼他為「莇莇」。
興趣是看足球賽與嘻哈。喜歡的食物是黑糖和青椒串，討厭的食物是醋拌涼菜。

#### 冬組
以穩重的成熟風格劇本為主的組合。
月岡紬（Tsukioka Tsumugi，配音：田丸篤志，舞台劇演員：荒牧慶彦→定本楓馬）
身高：175cm／生日：12月28日／血型：O型／年齡：24歲→25歲→26歲／代表花：水仙
飛特族，從事家庭教師。冬組的隊長。是個性格溫和卻又有點軟弱的人。
住在204號室。和丞是兒時玩伴，曾在同一個大學劇團內一起演戲，並以此為為志向。
因為某件事而一度放棄成為演員的道路，但後來發現自己不應該這麼輕易半途而廢，再一次以演員為目標並加入劇團。
一成稱呼他為「紬紬」。
興趣是園藝。喜歡的食物是玉子燒，討厭的食物則沒有。
高遠丞（Takato Tasuku，配音：佐藤拓也，舞台劇演員：北園涼）
身高：185cm／生日：2月22日／血型：A型／年齡：24歲→25歲→26歲／代表花：蘭花
住在204號室。原本是GOD座的首席，後來因為某些原因而退出並加入MANAKI劇團。
是個戲痴，對演戲抱持著極度認真的態度，不過也有笨拙的一面。
和紬是兒時玩伴，到大學前和他在同一個劇團內活躍。對於紬一度放棄成為演員的道路而感到憤怒。
有一個在當警察的哥哥，小時候兩人常常一起在溜冰場溜冰。
幸稱呼他為「肌肉棒子」，一成則稱呼他為「阿丞」。
興趣是慢跑和足球。喜歡的食物是中華涼麵，討厭的食物是起司。
御影密（Mikage Hisoka，配音：寺島惇太，舞台劇演員：植田圭輔→木津つばさ）
身高：170cm／生日：12月3日／血型：AB型／年齡：25歳→26歳→27歳／代表花：銀蓮花
住在205號室。記憶喪失、身份不明的男子。因為在劇場門口倒下所以被撿回劇團中。
沈默寡言，無論在何時何地都能輕易地睡上一覺。
找不到任何與失去的記憶有關的線索，不過對於演戲有極高的潛力。
與春組的卯木千景為前間諜集團成員，代號「December」，名字為同集團成員「August」米夏取的。
非常挑食，除了自己最喜歡的棉花糖外幾乎從不入口。
常常為了睡午覺而不見人影，有時還會睡在紙箱裡，這類的行為也時常讓團員們感到困擾。
幸稱呼他為「重度夢中人」，一成則稱呼他為「密密」。
興趣是流浪貓玩耍和觀察人類。喜歡的食物是棉花糖，討厭的食物是肉類。
有栖川譽（Arisugawa Homare，配音：豐永利行，舞台劇演員：田中涼星）
身高：181cm／生日：2月12日／血型：AB型／年齡：27歳→28歳→29歳／代表花：玫瑰
住在205號室。是一位出版了很多詩集，在業界相當知名的職業詩人。
只要詩興大發時，就會突然在眾人面前羞恥地朗誦自己的詩，是個天生的藝術家。
左撇子。
儘管行為舉止奇特，但意外地很會照顧別人，在劇團中就是由他來照顧密的生活起居。
幸稱呼他為「厚臉皮詩人」，一成則稱呼他為「有栖栖」。
興趣是閱讀莎士比亞的書。喜歡的食物是紅蘿蔔（會幫忙討厭蔬菜的天馬吃掉），討厭的食物是魚卵。
雪白東（Yukishiro Azuma，配音：柿原徹也，舞台劇演員：上田堪大）
身高：178cm／生日：1月22日／血型：B型／年齡：不明／代表花：山茶花
住在206號室。有著隨和穩重的姊姊風範的哥哥角色。對美的意識很高，平時也不忘要求自己。
基本上不在意周遭人的話語，常以自己的步調行事，發生事情時也非常冷靜。
因為加入劇團前的工作緣故，似乎有許多他的贊助者。
幸稱呼他為「東姊」，一成則稱呼他為「東東」。
興趣是畫大人的著色本。喜歡的食物是水饅頭，討厭的食物是茄子。
涯（Guy，配音：日野聰、宮島惠美（年幼時期））
身高：180cm／生日：1月13日／血型：B型／年齡：不明／代表花：花毛莨
住在206號室。主線故事第八幕登場的角色。從薩夫拉王國遠道而來，是希特隆的隨縱。自稱是機器人。本名是柑子木涯。
說話感情起伏較少，和希特隆一樣日語總是有使用錯誤的情況發生。
一成稱呼他為「涯涯」。
興趣是收集歌謠的黑膠唱片和騎車兜風。喜歡的食物是烏賊的鹽辛，討厭的食物是豌豆。

#### 劇團人員
立花泉（Tachibana Izumi，配音：名塚佳織（動畫））（遊戲內可變更名稱）
遊戲的女主角，名稱可以自由設定，是MANKAI劇團創辦人立花幸夫的女兒，在得知劇團即將解散的危機後決定幫助復興劇團及還債，並成為了劇團監督。
以前曾經夢想當演員並待過其他劇團，但因為缺乏才能而退出。加入MANKAI劇團後，會用自己所學的舞台知識給其他團員建議與指導。
是十足的咖哩狂魔，幸稱呼她為「咖哩星人」。做出的咖哩據說非常美味，在成為監督後劇組成員便常常過著天天吃咖哩的生活，直到臣加入劇團。
立花幸夫（Tachibana Yukio，配音：石川英郎）
泉的父親，同時也是MANKAI劇團的創立者。從八年前的某一天開始突然失蹤。但後來經雄三證實其實是在國外。
與雷尼是高中同學，兩個人與雄三（只是掛名）成立了演劇部。高三那年的學園祭上拜託八角先生為他們寫劇本。畢業後與雷尼、雄三、霞成立MANKAI劇團。
松川伊助（Matsukawa Isuke，配音：小西克幸，舞台劇演員：田口涼）
身高：173cm／生日：5月3日／血型：A型／年齡：28歳→29歳→30歳
在善離開後擔任MANKAI劇團的經理。
身穿一件破破的綠色西裝，有著一頭亂糟糟的毛髮，臉上還帶有一點鬍鬚。
在劇團面臨拆遷之際，硬是把泉給拉入劇團內。
特技是作曲與電腦音樂。
鹿島雄三（Kashima Yuzo，配音：楠大典，舞台劇演員：瀧口幸廣→鯨井康介）
身高：178cm／生日：7月31日／血型：A型／年齡：43歳→44歳→45歳
演員，同時也是演出家。
曾經為初代春組的一員。其斯巴達式的教育讓劇團的團員有些惶恐。
特技是培育新人演員。
岩井鐵郎（Iwai Tetsurou，配音：龜山雄慈）
身高：191cm／生日：1月8日／血型：O型／年齡：32歳→33歳→34歳
身型壯碩的男子，負責公演時所需的大道具。
平時看似沈默寡言，但其實一直都有在說話，且只有伊助、雄三和三角聽得懂。
喜歡松鼠，似乎曾經有一位喜歡逛動物園的女友，但她已經不在鐵郎身邊。
迫田健（Sakoda Ken，配音：野上翔，舞台劇演員：田内季宇）
身高：174cm／生日：3月5日／血型：B型／年齡：19歳→20歳→21歳
銀泉會的成員，同時也是左京的小弟，從外型看來地位也並不高。
腦袋不太靈光，連九九乘法也不會，但意外擅長書法。
自稱是左京的粉絲及頭號跟班，並把它當作大哥一樣仰慕。
興趣是一日圓柏青哥，特技是騎重機。
龜吉（Kamekichi）
年齡：19歳
是一隻嘴巴惡毒的鸚鵡，同時也是MANKAI劇團的吉祥物。演技十分厲害。
好女色，興趣是喝酒。

#### 內部人員
主線故事第三部登場的角色。
芹澤燈（Serisawa Akashi，配音：小林千晃）
身高：181cm／生日：2月1日／血型：O型／年齡：23歳
木之崎レント（Kinozaki Rento，配音：今井文也）
身高：176cm／生日：6月24日／血型：AB型／年齡：29歳

#### 初代
主線故事第三部登場的角色。
雛森霞（Hinamori Kasumi，配音：浪川大輔）
身高：176cm／生日：5月23日／血型：A型／年齡：45歳
初代春組的隊長。現在是演劇雜誌「Spotlight」的主編。
很喜歡咲也，甚至想讓咲也當自己的孩子。
日向紘（Hyuga Hiro，配音：小野大輔）
身高：180cm／生日：8月15日／血型：O型／年齡：46歳
初代夏組的隊長。現在是資深演員。
栗生善（Kuryu Zen，配音：安元洋貴）
身高：187cm／生日：9月23日／血型：A型／年齡：50歳
初代秋組的隊長。現在是小型餐廳的店長。
乙宮柊（Otomiya Shu，配音：櫻井孝宏）
身高：178cm／生日：12月25日／血型：B型／年齡：48歳
初代冬組的隊長。現在是家裡劇團的團長。

#### 群演

##### 春組
笹川郁（Sasakawa Iku，配音：松永一輝）
身高：163cm／生日：3月21日／血型：AB型／年齡：15歲
瀨戶新太（Seto Arata，配音：宇野誠將）
身高：175cm／生日：5月6日／血型：A型／年齡：18歲
澄田英二（Sumida Eiji，配音：青木優太）
身高：171cm／生日：4月5日／血型：O型／年齡：16歲

##### 夏組
朝倉實希（Asakura Miki，配音：菊池勇成）
身高：160cm／生日：7月14日／血型：AB型／年齡：13歲
谷永彰人（Taninaga Akito，配音：畠山一哉）
身高：174cm／生日：8月22日／血型：B型／年齡：20歲
鈴原卓也（Suzuhara Takuya，配音：大町朋裕）
身高：170cm／生日：6月19日／血型：B型／年齡：20歲

##### 秋組
槙田一朗（Makita Ichiro，配音：川上晃二）
身高：180cm／生日：10月3日／血型：O型／年齡：26歲
北上健吾（Kitagami Kengo，配音：大島雄太朗）
身高：167cm／生日：9月24日／血型：B型／年齡：19歲
山下朱利安（Yamashita Julian，配音：龜山雄慈）
身高：187cm／生日：11月17日／血型：A型／年齡：29歲

##### 冬組
長谷川悠一（Hasegawa Yuichi，配音：前島恭兵）
身高：182cm／生日：2月1日／血型：A型／年齡：28歲
吉川翼（Yoshikawa Tsubasa，配音：大本裕）
身高：178cm／生日：1月10日／血型：AB型／年齡：26歲
矢野惠太（Yano Keita，配音：石井孝英）
身高：180cm／生日：12月8日／血型：O型／年齡：27歲

### GOD座
天鵝絨町內的有名劇團，演出時喜愛使用奢華的特效。
飛鳥晴翔（Asuka Haruto，配音：市來光弘，舞台劇演員：伊崎龍次郎）
23歲，GOD座的首席。在丞尚未離開前則為次席。
外表一副盛氣凌人的樣子，但其實性格狡猾，不過演技則獲有很高的評價。
本名為「山田弦太（やまだ げんた）」，因為不想被別人得知自己的出身，所以會刻意隱瞞。當本名被其人暴露後，會不經意露出本性惡毒的語調。
特技是撰寫連環信。
神木坂雷尼（Kamikizaka Reni，配音：置鮎龍太郎，舞台劇演員：河合龍之介）
GOD座負責人兼演出家。
似乎與立花幸夫有些淵源，於是指派團員對MANKAI劇團做出一系列妨礙行為。
特技是展露美麗的身姿。
荒川志太（Arakawa Shifuto，配音：影山達也）
15歲，主線第三部登場的角色。是莇的兒時玩伴，以成為演員為目標。
斑鳩圓（Ikaruga Madoka，配音：廣瀨裕也，舞台劇演員：宇佐卓真）
第一次在夏組第三次公演的活動劇情中登場。
主線第三部登場的角色。是三角的弟弟。
代替父親九角為GOD座寫劇本。

### 劇團百花
主線故事第三部登場的角色。
天立甲（Amadate Kabuto，配音：小野友樹）
竺川葵士（Shikagawa Aoshi，配音：梶原岳人）
天立桂樹（Amadate keiju，配音：宮本充）

## 製作人員
- 角色設計：富士原良
- 主線劇情：トム（TOM）
- 樂曲製作：大石昌良、園田健太郎、ヒゲドライバー、R・O・N、末益涼太（Elements Garden）、利根川貴之、北川勝利（ROUND TABLE）、ゆよゆっぺ、沖井禮二（TWEEDEES）、emon（Tes.） 其他

## 電視動畫
2019年2月3日公佈動畫化計劃。SEASON SPRING & SUMMER於2020年1月和4月之後播出，SEASON AUTUMN & WINTER於10月播出。
最初SEASON SPRING & SUMMER預定於1月至3月播出，但由於製作上發生問題，以及因受「2019冠状病毒病疫情」对日本乃至东京都的影响，製作和播出的時間表會再進行調整。第4話以後會延期播出。其後宣佈4月會由第1話開始播出。

### 製作人員
- 原作：《A3!》（LIBER ENTERTAINMENT）
- 監督：篠原啟輔
- 副監督：中園真登
- 系列構成、劇本：林直樹
- 角色原案：富士原良
- 角色設計：小松真梨子、橋本浩一
- 副角色設計：金丸綾子
- 美術設計：石口十
- 服裝設計：秋月亮
- 背景：草薙
- 美術監督、背景美術：田邊浩子
- 背景美術：川本亞夕
- 色彩設計：津守裕子
- HOA：Tri-Slash
- 圖形藝術：荒木宏文
- 攝影監督：鈴木麻予
- 編輯：土居秀充
- 音響監督：濱野高年
- 音響制作：MAGIC CAPSULE
- 音樂：橫山克、橋口佳奈
- 音樂製作：PONY CANYON
- 監製：Infinite
- 製作人：沖田多久磨、高橋りえ、岡本真梨子、藪遙花
- 動畫製作：P.A.WORKS × Studio 3Hz
- 製作：A3! ANIMATION PROJECT

### 主題曲
片頭曲
SEASON SPRING & SUMMER
「Act! Addict! Actors!」（第2話~第6話）
作詞、作曲、編曲：大石昌良，主唱：A3ders!
「Act! Addict! Actors![Summer Ver.]」（第7話~第11話）
作詞、作曲、編曲：大石昌良，主唱：A3ders!
SEASON  AUTUMN & WINTER
「Circle of Seasons」（第13話~第18話）
作詞、作曲、編曲：大石昌良，主唱：A3ders!
「Circle of Seasons[Winter Ver.]」（第19話~第24話）
作詞、作曲、編曲：大石昌良，主唱：A3ders!
片尾曲
SEASON SPRING & SUMMER
「Home」（第1話~第6話）
作詞、作曲、編曲：園田健太郎，主唱：春組
「オレンジ・ハート」（第7話~第12話）
作詞、作曲、編曲：Hige Driver，主唱：夏組
SEASON AUTUMN & WINTER
「ZERO LIMIT」（第13話~第18話）
作詞、作曲、編曲：R・O・N，主唱：秋組
「Thawing」（第19話~第23話）
作詞：織田あすか，作曲、編曲：藤田淳平，主唱：冬組
組合成員
1. 1 2 3 4  佐久間咲也（酒井廣大）、皇天馬（江口拓也）、攝津萬里（澤城千春）、月岡紬（田丸篤志）
2. ↑  佐久間咲也（酒井廣大）、碓冰真澄（白井悠介）、皆木綴（西山宏太朗）、茅崎至（淺沼晉太郎）、希特隆（五十嵐雅）
3. ↑  皇天馬（江口拓也）、瑠璃川幸（土岐隼一）、向坂椋（山谷祥生）、斑鳩三角（廣瀨大介）、三好一成（小澤廉）
4. ↑  攝津萬里（澤城千春）、兵頭十座（武內駿輔）、七尾太一（濱健人）、伏見臣（熊谷健太郎）、古市左京（帆世雄一）
5. ↑  月岡紬（田丸篤志）、高遠丞（佐藤拓也）、御影密（寺島惇太）、有栖川譽（豐永利行）、雪白東（柿原徹也）

### 各話列表
| 話數          | 日文標題              | 中文標題              | 劇本          | 分鏡              | 演出                  | 作畫監督 | 總作畫監督                                                 |
| SEASON SPRING | SEASON SPRING         | SEASON SPRING         | SEASON SPRING | SEASON SPRING     | SEASON SPRING         | SEASON SPRING | SEASON SPRING                                              |
| ------------- | --------------------- | --------------------- | ------------- | ----------------- | --------------------- | --- | ---------------------------------------------------------- |
| #01           |                       |                       | ハヤシナオキ  | 篠原啓輔          | 山下英美              | 長友望己、伊澤珠美 龜田朋幸、林明日香 西川真人、小橋陽介 二宮奈那子                                                                      | 飯田惠理子、有我洋美 金丸綾子、橋本浩一                    |
| #02           |                       | 羅密歐和朱利亞斯      | ハヤシナオキ  | 中園真登          | 小坂春女              | 落合瞳、水澤智可 | 飯田惠理子、有我洋美 金丸綾子、橋本浩一                    |
| #03           |                       | 晚安劇場              | ハヤシナオキ  | 上坪亮樹          | 筑紫大介              | 天崎まなむ、澤田知世 山村俊了、小笠原優 佐藤祐子、月面 FENG YON GXU、ZHOU DUN TAO                                                        | 金丸綾子、橋本浩一 林あすか、蟹谷憲正 小松真梨子           |
| #04           |                       | 新的挑戰              | ハヤシナオキ  | 外川慶 篠原啓輔   | 岡田拳士郎            | 野上慎也、邱明哲 桝井一平、清水惠蔵 山本径子、德川絵里 永井泰平                                                                          | 金丸綾子、橋本浩一 林あすか、蟹谷憲正 小松真梨子           |
| #05           |                       | 關於戀愛的事・春      | ハヤシナオキ  | 小林寛            | 徳野雄士              | 小橋陽介、西川真人 林あすか、亀田朋幸 二宮奈那子                                                                                         | 飯田恵理子、林あすか 蟹谷憲正、金丸綾子                    |
| #06           | The Show Must Go On！ | The Show Must Go On！ | ハヤシナオキ  | 西田正義 篠原啓輔 | 中園真登              | Hong Yu-mi、Seo Soon-Young Song Jin-Hee、Shim Min-Hyeon Jo Eung-Yeong、Kim Gang-Won                                                      | 橋本浩一、蟹谷憲正 林あすか                                |
| SEASON SUMMER |                       |                       |               |                   |                       | |                                                            |
| #07           |                       | 嶄新的季節            | ハヤシナオキ  | 西田正義 篠原啓輔 | 三好なお              | Kim Jun-Oh、Kim Bong-Duk Yu Seung-Hee、Kim Yun-Jung Lee Gwan-Woo、Sin Sung-Min Woo Gueum-Yung、Park Sang-Ho Seo Soon-Yeong、Lee Bang-Won | 飯田恵理子、坂本ひろみ 長友望己                            |
| #08           |                       | 一千零一夜            | 砂山蔵澄      | 山城智恵          | 山城智恵              | 長友望己、澤田知世 二宮奈那子、亀田朋幸 Jang Gil-yong                                                                                    | 長友望己、金丸綾子 蟹谷憲正                                |
| #09           |                       | 第一次夏季集訓        | ハヤシナオキ  | 中園真登          | 江福仁美              | 今泉竜太、迎千葉瑠 谷口繁則、二宮奈那子 平野翔、森谷春樹 渡辺一平太、tofu                                                                | 坂本ひろみ、林あすか 蟹谷憲正                              |
| #10           |                       | 真正的朋友            | 砂山蔵澄      | 伊部勇志 篠原啓輔 | 宇都宮正記            | 山本径子、邱明哲 桜井木ノ実、花輪美幸 Gu Wei                                                                                             | 金丸綾子、蟹谷憲正 橋本浩一                                |
| #11           |                       | 將我的軟弱給…         | ハヤシナオキ  | 山田雅之 篠原啓輔 | 小坂春女              | Hong Yu-mi、Seo Soon-Young Song Jin-Hee、Jo Eung-Yeong Kim Gang-Won                                                                      | 坂本ひろみ、橋本浩一 蟹谷憲正、林あすか                    |
| #12           |                       | 克服困難的SUMMER！    | ハヤシナオキ  | 敷島博英          | 岡田彩                | 亀田朋幸、二宮奈那子 Yu Seung-hee、Woo Keum-young Kim Eun-sun、Hwang Il-jin Lee Bang-won                                                 | 金丸綾子、長友望己 有我洋美、橋本浩一 蟹谷憲正、坂本ひろみ |
| SEASON AUTUMN |                       |                       |               |                   |                       | |                                                            |
| #13           |                       | 動盪之秋              | ハヤシナオキ  | 筑紫大介          | 筑紫大介              | 野上なつ、中山みゆき 宮川智恵子、岩崎亮 佐藤佑子                                                                                         | 長友望己、金丸綾子                                         |
| #14           |                       | 不協調的搭檔          | 砂山蔵澄      | 紅優 鵜飼ゆうき   | いとがしんたろー      | 式部美代子、伊東ありさ 重国浩子、清水麻美 藤田まゆみ                                                                                     | 坂本ひろみ、蟹谷憲正                                       |
| #15           |                       | 獨角戲                | 砂山蔵澄      | 紅優 鵜飼ゆうき   | 小坂春女              | Um Ik hyeon、Kang Hyeon guk Hwang Yeong sik                                                                                              | Seo Sun yeong、Hong Yu mi 橋本浩一                         |
| #16           |                       | 成為不同的自己        | ハヤシナオキ  | 島津裕行          | 三好なお              | 亀田朋幸、二宮奈那子 中澤勇一 | 林あすか、坂本ひろみ                                       |
| #17           |                       | 坦白                  | ハヤシナオキ  | 山城智恵          | 粟井重紀              | Kim Gi-nam、Kim Bo-gyeong Lee Min-bae、Hwang Il-jin                                                                                      | 蟹谷憲正、Song Jin-hee                                     |
| #18           |                       | 壞男孩的自白          | ハヤシナオキ  | 西田正義          | 中澤勇一              | 亀田朋幸、二宮奈那子 山下千咲、工藤公聖                                                                                                  | 金丸綾子、長友望己                                         |
| SEASON WINTER |                       |                       |               |                   |                       | |                                                            |
| #19           |                       | 再會的季節            | ハヤシナオキ  | 西田正義          | 東田夏実              | Kim Bong-Duk、Park Myung-Hwan Yu Seung-Hee、Woo Gueum-Yung Lee Gwan-Woo、Jo Eun-Kyung                                                    | 橋本浩一、林あすか                                         |
| #20           |                       | 單挑ACT               | 砂山蔵澄      | 西田正義          | 江福仁美              | 式部美代子、伊東ありさ 重国浩子、小谷杏子 藤田まゆみ                                                                                     | 坂本ひろみ                                                 |
| #21           |                       | 責任與覺悟            | 砂山蔵澄      | 西田正義          | 湖山禎崇              | 大東百合恵、櫻井拓郎 谷口繁則、Kim Seok Yung Lee Sang Jin、Shin Hyung Sik                                                                | 長友望己、蟹谷憲正                                         |
| #22           |                       | 不和諧音              | ハヤシナオキ  | 島津裕行          | 三好なお 球野たかひろ | 中澤勇一、成松義人 今里佳子、片岡恵美子 大高雄太、植竹康彦 光の園アニメーション                                                          | 林あすか、橋本浩一                                         |
| #23           |                       | 向站在身旁的你        | ハヤシナオキ  | 西田正義          | 粟井重紀              | Hong Yu-Mi、Park Ae-Ri Lee Min-Bae、Um Ik-Hyeon Jang Sang-Mi、Kim Seong-Beom                                                             | 金丸綾子、Song Jin-hee                                     |
| #24           |                       | 再一次, 從這裡啟程    | ハヤシナオキ  | 西田正義          | 小坂春女              | 亀田朋幸、二宮奈那子 山下千咲、今里佳子 成松義人、光の園アニメーション                                                                   | 蟹谷憲正、林あすか 橋本浩一、坂本ひろみ 金丸綾子、長友望己 |

### 播放平台
| 播放日期                                        | 播放時間                         | 電視台        | 播放地域 | 備註                    |
| ----------------------------------------------- | -------------------------------- | ------------- | -------- | ----------------------- |
| 2020年1月14日 - 1月28日 2020年4月28日 - 6月23日 | 星期二 0:00 - 0:30（星期一深夜） | TOKYO MX      | 東京都   |                         |
|                                                 |                                  | SUN電視台     | 兵庫縣   |                         |
|                                                 |                                  | KBS京都       | 京都府   |                         |
|                                                 |                                  | BS11          | 日本全國 | BS放送 / 『ANIME+』檔期 |
| 2020年1月30日 - 2月13日 2020年5月14日 - 7月9日  | 星期四 1:55 - 2:21（星期三深夜） | 長崎文化放送  | 長崎縣   | 『あに。』檔期          |
| 2020年5月15日 - 7月31日                         | 星期五 17:00 - 17:30             | TBS Channel 2 | 日本全國 | CS放送 / 有重覆放送     |

| 播放日期                  | 播放時間                         | 電視台        | 播放地域 | 備註                    |
| ------------------------- | -------------------------------- | ------------- | -------- | ----------------------- |
| 2020年10月13日 - 12月29日 | 星期二 0:00 - 0:30（星期一深夜） | TOKYO MX      | 東京都   |                         |
|                           |                                  | SUN電視台     | 兵庫縣   |                         |
|                           |                                  | KBS京都       | 京都府   |                         |
|                           |                                  | BS11          | 日本全國 | BS放送 / 『ANIME+』檔期 |
| 2020年10月22日 -          | 星期四 1:18 - 1:48（星期三深夜） | 長崎文化放送  | 長崎縣   | 『あに。』檔期          |
| 2020年10月30日 -          | 星期五 17:00 - 17:30             | TBS Channel 2 | 日本全國 | CS放送 / 有重覆放送     |

| 播放地區                         | 播放平台              | 播放日期               | 播放時間（UTC+8） | 字幕語言       | 備註   |
| -------------------------------- | --------------------- | ---------------------- | ----------------- | -------------- | ------ |
| 東盟、印度、孟加拉、尼泊爾、不丹 | Muse Asia YouTube頻道 | 2020年4月6日 - 6月22日 | 星期二 02:00      | 簡體中文、英文 | [ 10 ] |
| 香港、澳門                       | 木棉花香港YouTube頻道 | 2020年4月6日 - 6月22日 | 星期二 02:00      | 繁體中文       | [ 11 ] |

| 播放地區                         | 播放平台              | 播放日期                  | 播放時間（UTC+8） | 字幕語言       | 備註   |
| -------------------------------- | --------------------- | ------------------------- | ----------------- | -------------- | ------ |
| 東盟、印度、孟加拉、尼泊爾、不丹 | Muse Asia YouTube頻道 | 2020年10月12日 - 12月28日 | 星期二 02:00      | 簡體中文、英文 | [ 12 ] |
| 香港、澳門                       | 木棉花香港YouTube頻道 | 2020年10月12日 - 12月28日 | 星期二 02:00      | 繁體中文       | [ 11 ] |

### BD / DVD
| 卷 | 發售日        | 收錄話          | 規格品番   | 規格品番   |
| 卷 | 發售日        | 收錄話          | BD         | DVD        |
| -- | ------------- | --------------- | ---------- | ---------- |
| 1  | 2020年6月17日 | 第1話 - 第3話   | PCXG-50751 | PCBG-53441 |
| 2  | 2020年7月15日 | 第4話 - 第6話   | PCXG-50752 | PCBG-53442 |
| 3  | 2020年8月19日 | 第7話 - 第9話   | PCXG-50753 | PCBG-53443 |
| 4  | 2020年9月16日 | 第10話 - 第12話 | PCXG-50754 | PCBG-53444 |

## 外部連結
官方网站（日語）